# Leonardo Henrichsen Ferrari
Leonardo Henrichsen Ferrari (Buenos Aires, 29 de maig de 1940 - Santiago de Xile, 29 de juny de 1973) va ser un operador de càmera i periodista argentí. Va ser assassinat per un militar durant la revolta del Tanquetazo del cop d'estat xilè de 1973.

## Trajectòria
Leonardo Henrichsen va néixer a Buenos Aires, fill de l'argentí d'origen suec Kjëll Anders Leonard Henrichsen (fill d'Emil Henrichsen, nascut a Dinamarca i de la sueca Martha Ahrén, nadiua de Göteborg) i Elcira, una argentina d'ascendència anglesa i criolla (filla de Manuel Jovino Ferrari Olazábal i la immigrant anglesa Nancy Cobett Jackson).
Va rebre una càmera cinematogràfica en la seva infantesa, i va ser aprenent a Sucesos Argentinos, el primer noticiari cinematogràfic argentí. El seu mentor va ser el fotoperiodista Tadeo Bortnowski, qui va ser corresponsal de guerra durant la Segona Guerra Mundial. Després del tancament de Sucesos Argentinos el 1955, va ser contractat per la televisió pública Canal 7, on es va transformar en un operador de càmera de notícies conegut a nivell internacional. Es va casar amb Patricia Mac Farlane el 1962, amb qui va tenir tres fills.
El cop d'estat de 1963 contra el president de la República Dominicana Juan Bosch va ser el primer cop d'estat cobert per Henrichsen. La seva cobertura del moviment de protesta argentí de 1969, conegut com el Cordobazo, va cridar l'atenció de la SVT, televisió pública sueca, que el va contractar en 1969.
Després d'haver cobert catorze violents cops d'estat per al programa de SVT Rapport, va ser enviat a la seu de l'emissora a Santiago de Xile, per a cobrir els fets ocorreguts en aquell país sota la presidència del socialista Salvador Allende. Treballant amb el corresponsal Jan Sandquist, el seu primer treball va ser cobrir l'aturada de camioners d'octubre de 1972, realitzat en protesta per les expropiacions realitzades pel govern de la Unitat Popular.

## Mort
El 29 de juny de 1973 es trobava a l'Hotel Crillón amb Jan Sandquist, planejant l'entrevista que realitzarien al senador comunista Volodia Teitelboim aquell dia, quan van sentir els primers trets de la revolta militar liderada pel tinent coronel Roberto Souper, que seria anomenada el Tanquetazo.
Henrichsen i Sandquist van decidir sortir a filmar els esdeveniments al centre de Santiago de Xile. Mentre gravava imatges d'una patrulla militar, en la intersecció dels carrers Agustins i Morandé, a una quadra del Palau de la Moneda, Henrichsen va ser assassinat per un dels uniformats, el cap Héctor Hernán Bustamante Gómez. La seva mort va ser l'últim que va registrar amb la seva cambra. Les imatges van ser revelades en secret en un laboratori argentí i donades a conèixer a Xile gairebé un mes més tard, el 24 de juliol.
La identitat del militar que el va assassinar no es va revelar fins a 2005, quan el periodista xilè Ernesto Carmona va trobar els documents del judici que es va realitzar als militars del Tanquetazo (denominat 2765/73) i va identificar al cap Bustamante. Aquell any, Josephine i Andrés Henrichsen, dos dels tres fills del periodista, es van querellar contra el militar. El 2006 la jutgessa Rommy Rutheford va declarar la prescripció del delicte. El 25 de setembre de 2007, la Cort d'Apel·lacions de Santiago de Xile va decidir investigar aquella mort i la d'altres tres argentins; no obstant això, Bustamante va morir el gener de 2008, quan encara no havia finalitzat la instrucció del cas.

## Homenatges pòstums

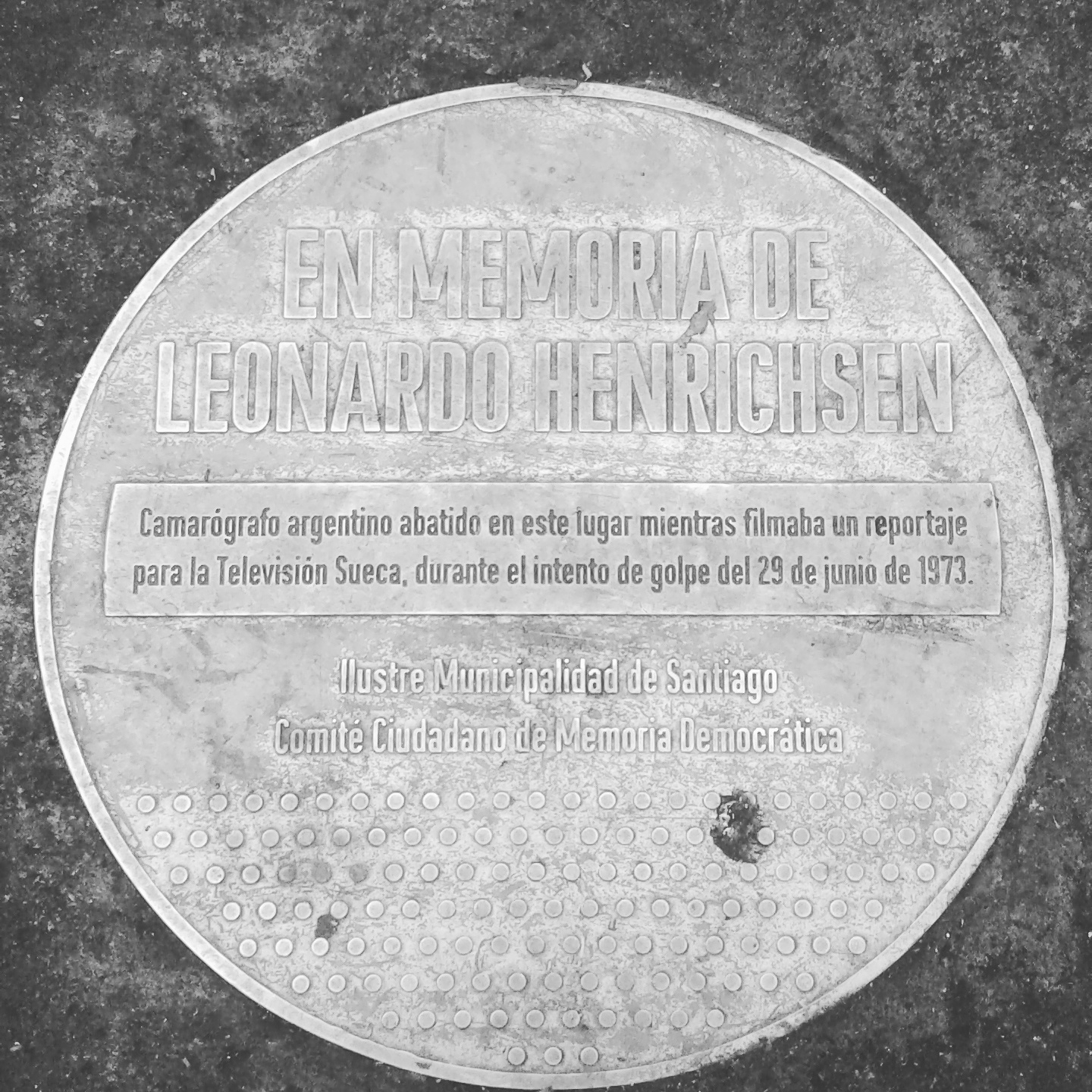
Placa en memòria de Leonardo Henrichsen en el lloc que va caure en el carrer Agustinas.

El 1989, el Congrés de la Nació Argentina va establir el 29 de juny com el «Dia Nacional de Camerògraf Argentí», en memòria de Henrichsen.
El cineasta Patricio Guzmán va dedicar el seu famós documental La batalla de Chile a Henrichsen, en el qual es mostren les últimes imatges gravades pel periodista argentí.
El 29 de juny de 2013, dia en què es van complir quaranta anys de la mort de Henrichsen, l'alcaldessa de Santiago de Xile Carolina Tohá va instal·lar una placa commemorativa en el lloc exacte on el periodista va ser assassinat, a la cantonada dels carrers d'Agustinas i Morandé.